# 布尔滕巴赫
布尔滕巴赫是德国巴伐利亚州的一个市镇。总面积37.63平方公里，总人口3157人，其中男性1556人，女性1601人（2011年12月31日），人口密度84人/平方公里。